# Helmut Brunner (piloto de luge)
Helmut Brunner (Stelvio, 8 de mayo de 1961) es un deportista italiano que compitió en luge. Ganó una medalla de oro en el Campeonato Europeo de Luge de 1984, en la prueba doble.

## Palmarés internacional
| Campeonato Europeo | Campeonato Europeo | Campeonato Europeo | Campeonato Europeo |
| Año                | Lugar              | Medalla            | Prueba             |
| ------------------ | ------------------ | ------------------ | ------------------ |
| 1984               | Valdaora (Italia)  | Medalla de oro     | Doble              |